# Teodoro Fuchs
Teodoro Fuchs (Vorname auch Theodoro oder Theodor, geboren 15. März 1908 in Chemnitz; gestorben 28. Oktober 1969 in Buenos Aires) war ein argentinischer Dirigent und Musikpädagoge.

## Leben
Der Sohn des Rabbiners und Historikers Hugo Chanoch Fuchs studierte Musik in Leipzig und in Wien (bei Clemens Krauss). Danach wirkte er als Dirigent in Danzig und Stuttgart. 1933 emigrierte er mit seiner Familie in die Türkei. 1937 ging er nach Argentinien, wo er bis 1957 Leiter des Orquesta Sinfónica de Córdoba war.
1948 übersiedelte er nach Buenos Aires. Hier leitete er das Orquesta de Radio Nacional, das nach seinem Tode nach ihm benannt wurde, und wirkte als Chorleiter und Lehrer an der Musikakademie der Stadt. Zu seinen Schülern zählten Carlos Roqué Alsina, Mario Davidovsky, Rodolfo Arizaga, César Franchisena, Waldo de los Rios, Juan Carlos Zorzi und Vicente Moncho.